# قانون لانكستر

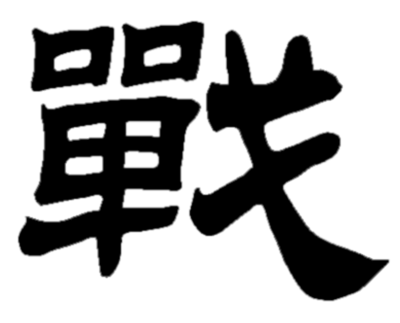

قانون لانكستر (بالإنجليزية: Lanchester's laws)‏ هي مجموعة معادلات تفاضلية تستعمل في ميدان التكتيك العسكري لحساب الخسائر في حالات قتالية معينة. وقد تم وضع هذه المعادلات عن طريق فريديريك ويليام لانكستر خلال الحرب العالمية الثانية.